# Kremstal (Oberösterreich)
Das Kremstal in Oberösterreich ist das Tal des Flusses Krems.

## Geographie
Das etwa 40 Kilometer lange Tal erstreckt sich von Haid bei Ansfelden, etwas südöstlich von Linz, südost- und dann südwärts. Anfangs durchzieht es als flaches, weites Trogtal die Traun-Enns-Platte, das wellige Riedelland des Traunviertels. Ab Wartberg bildet es einen weiten Taltrichter der Voralpen, der sich gegen Kirchdorf hin stark verengt. Bei Micheldorf endet das Tal in der Talwasserscheide von Schön, während die Krems etwas vorher aus einem kurzen alpinen Lauf (In der Krems) vom Kremsursprung von rechts in das Tal eintritt.
Es ist Namensgeber für die Orte Rohr im Kremstal und Inzersdorf im Kremstal. Die bedeutendsten Orte im Tal, Kirchdorf an der Krems und Kremsmünster, sind ebenfalls nach der Krems benannt.
Größere Orte im Kremstal sind:
- Micheldorf
- Kirchdorf an der Krems
- Schlierbach
- Wartberg an der Krems
- Kremsmünster
- Rohr im Kremstal
- Inzersdorf im Kremstal
- Kematen an der Krems
- Neuhofen an der Krems.

Wichtigstes Nebental ist das ganz außeralpine Tal des Sulzbachs mit Bad Hall und Adlwang. An der unteren Krems finden sich beiderseits mehrere kleinere Tälchen zwischen den zum unteren Trauntal hin ausstreichenden Riedeln. 
Mit der Pyhrnbahn und der Pyhrn Autobahn, sowie der B 138, der Kremstal Straße und der Pyhrnpass Straße, führen mehrere überregional bedeutende Verkehrsrouten durch das Tal.